# Карпентијери (Кротоне)
Карпентијери је насеље у Италији у округу Кротоне, региону Калабрија.
Према процени из 2011. у насељу је живело 96 становника. Насеље се налази на надморској висини од 41 м.